# Брежон, Бернар
Берна́р Брежо́н (фр. Bernard Brégeon; 6 июля 1962, Сюрен) — французский гребец-байдарочник, выступал за сборную Франции на всём протяжении 1980-х годов. Серебряный и бронзовый призёр летних Олимпийских игр в Лос-Анджелесе, чемпион мира, победитель многих регат национального и международного значения.

## Биография
Бернар Брежон родился 6 июля 1962 года в коммуне Сюрен, департамент О-де-Сен. Активно заниматься греблей начал в раннем детстве, проходил подготовку в спортивном клубе коммуны Булонь-Бийанкур.
Первого серьёзного успеха на взрослом международном уровне добился в 1982 году, когда попал в основной состав французской национальной сборной и побывал на чемпионате мира в югославском Белграде, откуда привёз награду золотого достоинства, выигранную в двойках на десяти тысячах метров. Благодаря череде удачных выступлений удостоился права защищать честь страны на летних Олимпийских играх 1984 года в Лос-Анджелесе. Вместе с напарником Патриком Лефулоном завоевал здесь серебряную медаль в зачёте двухместных байдарок на дистанции 1000 метров, уступив экипажу из Канады, тогда как в одиночках на дистанции 500 метров стал бронзовым призёром, пропустив вперёд австралийца Иэна Фергюсона и шведа Ларса-Эрика Муберга.
После Олимпиады Брежон остался в основном составе гребной команды Франции и продолжил принимать участие в крупнейших международных регатах. Так, в 1985 году он выступил на мировом первенстве в бельгийском Мехелене, где получил бронзовую медаль в одиночках на пятистах метрах. Год спустя стартовал на аналогичных соревнованиях в канадском Монреале и взял там серебро в одиночках на десяти километрах. Будучи одним из лидеров французской национальной сборной, благополучно прошёл квалификацию на Олимпийские игры 1988 года в Сеуле, однако на сей раз в число призёров не попал, в паре с Оливье Лазаком сумел дойти только до стадии полуфиналов. Вскоре по окончании этих соревнований принял решение завершить карьеру профессионального спортсмена, уступив место в сборной молодым французским гребцам.
Женат на французской байдарочнице Бернадетт Эттик, участвовавшей в Олимпийских играх 1984 и 1992 годов.